# جو وايلدر
جو وايلدر (بالإنجليزية: Joe Wilder)‏ هو عازف جاز وملحن أمريكي، ولد في 22 فبراير 1922 في كولوين في الولايات المتحدة، وتوفي في 9 مايو 2014 في نيويورك في الولايات المتحدة بسبب قصور القلب.

## وصلات خارجية
- جو وايلدر على موقع IMDb (الإنجليزية)
- جو وايلدر على موقع ميوزك برينز (الإنجليزية)
- جو وايلدر على موقع أول ميوزيك (الإنجليزية)
- جو وايلدر على موقع ديسكوغز (الإنجليزية)